# Peter Ortner (Politiker)
Peter Ortner (* 13. Februar 1937 in Spittal an der Drau) ist ein ehemaliger österreichischer Politiker (FPÖ) und Notar. Ortner war von 1983 bis 1984 Abgeordneter zum Nationalrat.
Ortner besuchte nach der Volksschule eine Mittelschule, die er 1955 mit der Matura abschloss. Er studierte danach Rechte an den Universitäten Graz und Innsbruck, absolvierte seine Gerichtspraxis und war Notar-Kandidat in Villach, Ebendorf und Arnoldstein. Ab 1969 arbeitete Ortner als Notar in Winklern. Ortner war ab 1978 Mitglied der FPÖ und war Gemeinderat in Winklern. Er hatte zudem die innerparteilichen Funktion eines Mitglieds des Landesparteivorstandes der FPÖ Kärnten und des Bezirksobmann-Stellvertreters der FPÖ Spittal an der Drau inne. Ortner vertrat die FPÖ vom 15. Juni 1983 bis zum 12. Oktober 1984 Abgeordneter zum Nationalrat.